# Júnior Baiano
Júnior Baiano, właśc. Raimundo Ferreira Ramos Júnior (ur. 14 marca 1970 w Feira de Santana) – brazylijski piłkarz, obrońca. Srebrny medalista MŚ 98.
Grał w szeregu brazylijskich klubów. W reprezentacji Brazylii zagrał 24 razy, strzelił 2 bramki. Debiutował w 1997, ostatni raz zagrał w 1998. Podczas MŚ 98 wystąpił we wszystkich siedmiu meczach Brazylii w turnieju. W 1997 brał udział w zwycięskim dla Canarinhos Pucharze Konfederacji.